# 13 (película de 2010)
13 es una película estadounidense del 2010 adaptación de la película francesa 13 Tzameti. La película está dirigida y escrita por Géla Babluani, quién dirigió y escribió la película original.

## Reseña
El film narra varias historias entrelazadas con un punto común: la violencia y el poder.  
Un hombre joven llamado Vincent "Vince" Ferro (Sam Riley) se encuentra en una terrible situación financiera, y con su padre en el hospital no le quedan muchas opciones, así que por acciones fortuitas se ve envuelto en una competición clandestina donde se apuesta la vida de seres humanos. Dicha competición está organizada por hombres con mucho dinero y que comparten un mismo placer: la muerte. La persona que dirige todo es Henry (Michael Shannon). Dentro de la competencia esta un convicto (Mickey Rourke) que se encuentra en una prisión mexicana y es vendido a dicha competición, y en todo momento es vigilado por Jimmy (50 Cent); por otra parte se encuentra un hombre británico adinerado (Jason Statham) que apuesta en la competición a favor de su hermano Ronald Lynn (Ray Winstone), que ha salido de una institución mental y lleva años jugando su vida a causa de su hermano. El Detective Mullane (David Zayas) lleva tiempo siguiendo pistas que lo lleven a detener este juego mortal y su única pista hasta el momento es el joven "Vince" Ferro.

## Reparto
| Actor               | Personaje             |
| ------------------- | --------------------- |
| Sam Riley           | Vincent "Vince" Ferro |
| Ray Winstone        | Ronald Lynn Bagges    |
| Jason Statham       | Jasper Bagges         |
| Mickey Rourke       | Convicto              |
| 50 Cent             | Jimmy                 |
| David Zayas         | Detective Mullane     |
| Emmanuelle Chriqui  | Aileen                |
| Michael Shannon     | Henry                 |
| Ben Gazzara         | Schlondorff           |
| Alexander Skarsgård | Jack                  |
| Gaby Hoffmann       | Clara Ferro           |
| Chuck Zito          | Ted                   |

## Producción
El rodaje comenzó el 17 de noviembre de 2008 en Nueva York.